# SMILE (スガシカオのアルバム)
『SMILE』（スマイル）は、スガシカオの5枚目のオリジナル・アルバム。2003年5月7日発売。

## 概要
- オフィスオーガスタがBMG JAPAN内に設立したオーガスタレコード移籍後初のアルバムで、オリジナル・アルバムとしては2年半ぶりとなる。
- 本作は山梨県の山中にある一軒屋に自ら録音機材一式を持ち込み、1ヶ月をかけて制作された。
- 初回生産限定盤には「Shikao & The Family Sugar TOUR '02」からのライブ音源を2曲収録したスペシャルCD付。
- 本作は中国・台湾において『微笑』のタイトルで正規盤で発売された。
- 現行盤は2018年1月3日にユニバーサルミュージックから再発売された。(価格・マスタリングは変更なし)

## 収録曲
| 全作詞・作曲: スガシカオ。 |                               |            |            |      |
| #                          | タイトル                      | 作詞       | 作曲・編曲 | 時間 |
| 1.                         | 「Thank You」                 | スガシカオ | スガシカオ | 4:35 |
| 2.                         | 「アシンメトリー」            | スガシカオ | スガシカオ | 4:55 |
| 3.                         | 「優等生」                    | スガシカオ | スガシカオ | 4:50 |
| 4.                         | 「桜並木」                    | スガシカオ | スガシカオ | 4:44 |
| 5.                         | 「青空（album version）」     | スガシカオ | スガシカオ | 5:03 |
| 6.                         | 「Go! Go!」                   | スガシカオ | スガシカオ | 5:08 |
| 7.                         | 「サヨナラ（album version）」 | スガシカオ | スガシカオ | 5:28 |
| 8.                         | 「あだゆめ」                  | スガシカオ | スガシカオ | 4:37 |
| 9.                         | 「はじめての気持ち」          | スガシカオ | スガシカオ | 5:18 |
| 10.                        | 「気まぐれ（album version）」 | スガシカオ | スガシカオ | 3:50 |
| 合計時間:                  | 合計時間:                     | 48:28      |            |      |

| #  | タイトル                                                      | 作詞 | 作曲・編曲 |
| -- | ------------------------------------------------------------- | ---- | ---------- |
| 1. | 「ぼくたちの日々」(Shikao & The Family Sugar TOUR '02)        |      |            |
| 2. | 「Theme Of Family Sugar」(Shikao & The Family Sugar TOUR '02) |      |            |

### 楽曲解説
1. Thank You
2. アシンメトリー
  - 13thシングル
  - フジテレビ系ドラマ『整形美人。』主題歌
3. 優等生
4. 桜並木
5. 青空（album version）
  - 12thシングルのアルバムバージョン
6. Go! Go!
  - J-Phone「メガピクセルケータイ」キャンペーンソング
7. サヨナラ（album version）
  - 14thシングルのアルバムバージョン
8. あだゆめ
  - OAD『xxxHOLiC・籠 あだゆめ 〜XXXホリック・ロウ〜』オープニングテーマ
9. はじめての気持ち
10. 気まぐれ（album version）
  - 14thシングル両A面曲のアルバムバージョン

## 演奏
- スガシカオ：Vocal, Acoustic Guitar, Electric Guitar & Bass
- 森俊之
  - All Keyboards
  - Brass Arrangement (#7)
- 間宮工：Electric Guitar (#5)
- 岡本定義 (COIL)：Super Eccentric Guitar (#9)
- 松原秀樹：Bass (#3)
- 沼澤尚：Drums (#3.6)
- 山木秀夫：Drums (#9)
- 大滝裕子：Chorus (#1.3.6)
- 西村浩二：Trumpet (#7)
- 山本拓夫：Tenor Sax & Baritone Sax (#7)
- 村田陽一：Trombone (#7)
- 後藤勇一郎ストリングス：Strings (#10)
- 森英治：Strings Arrangement (#10)